# Palais des Enffans d’Avernas

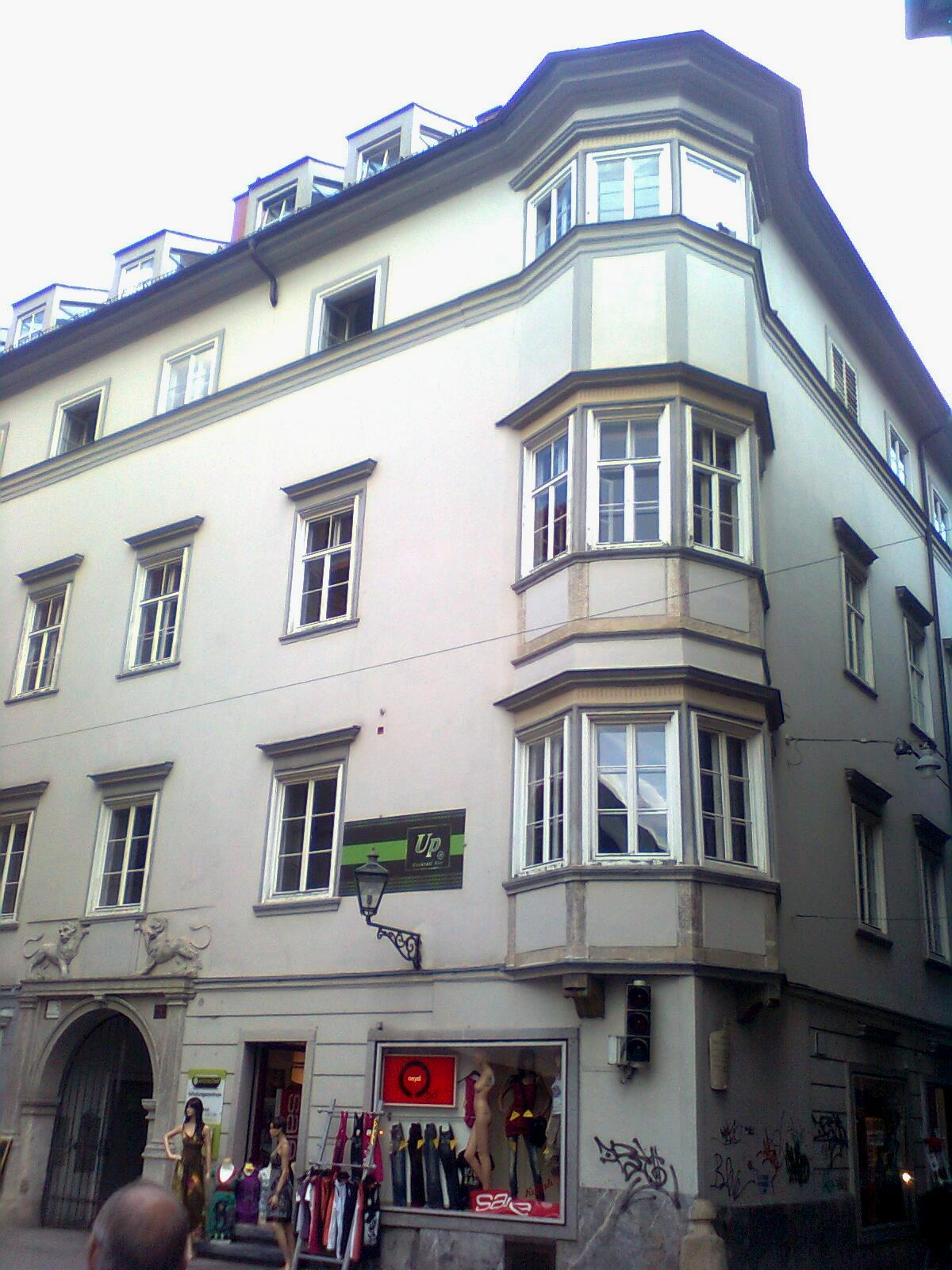
Außenfassade des Palais des Enffans d’Avernas

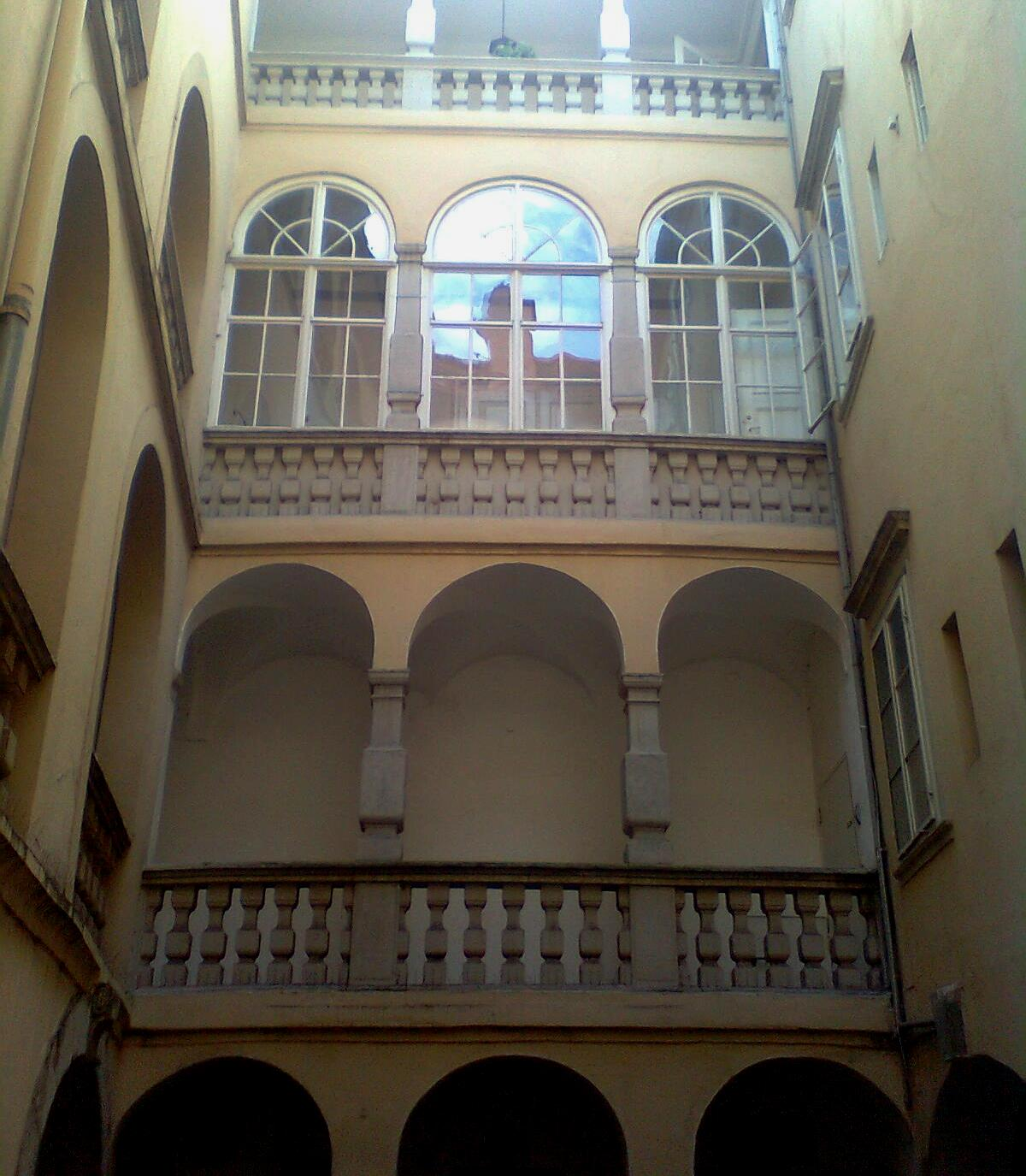
Innenhof

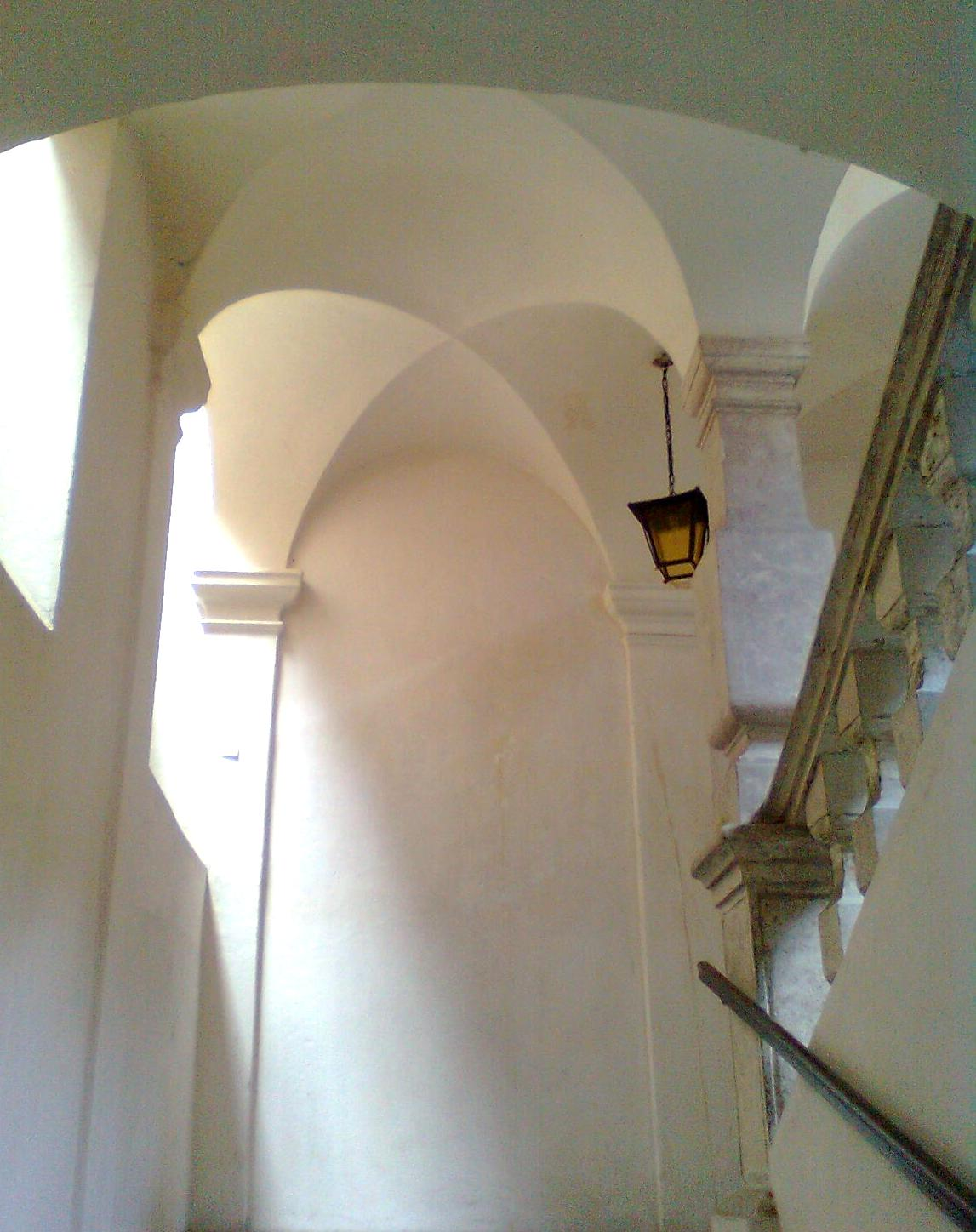
Stiegenhaus mit Kreuzgewölbe

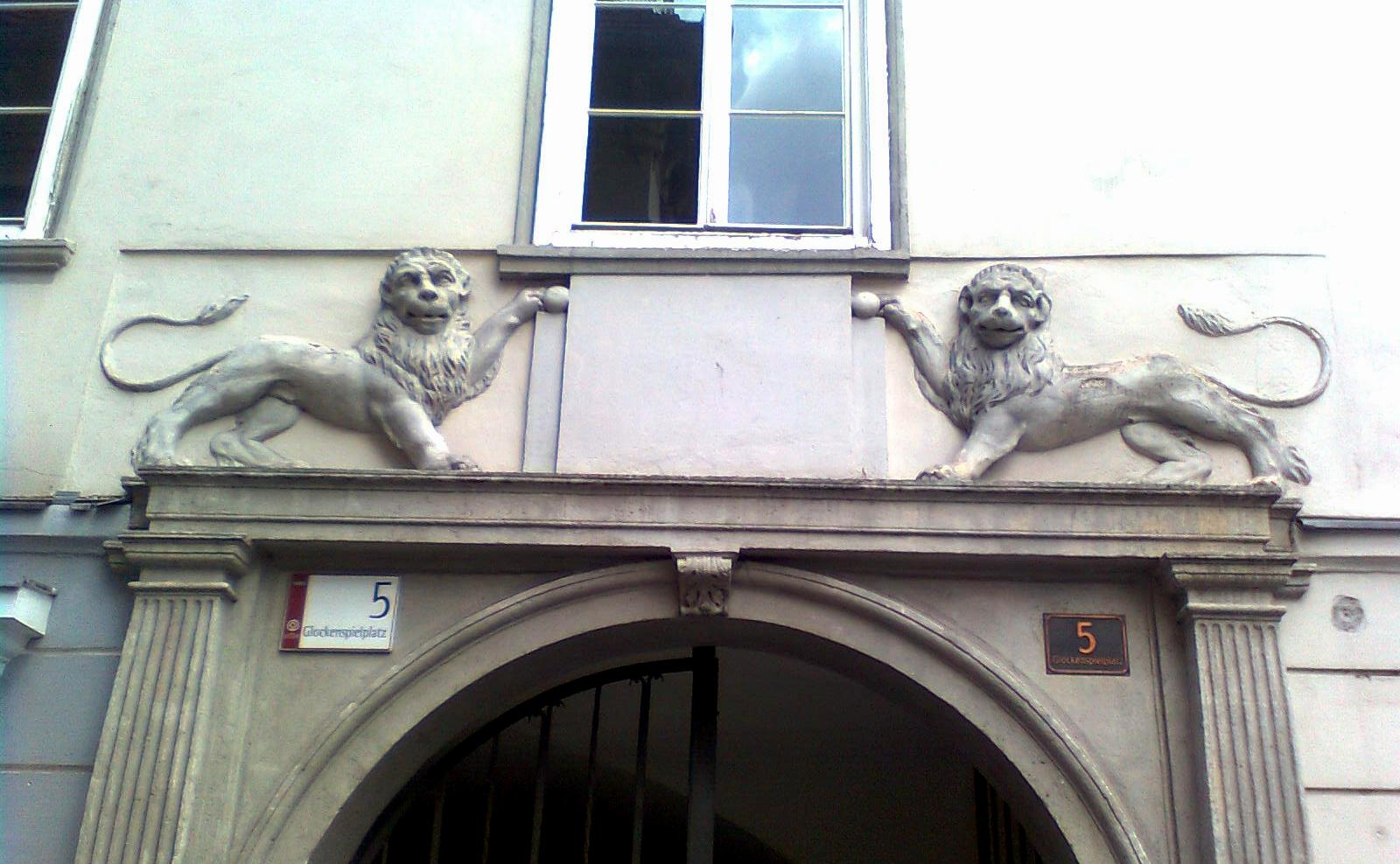
Portaldetail

Das Palais des Enffans d’Avernas ist ein ehemaliges Grazer Stadtpalais im Bezirk Innere Stadt. Es steht an der Ecke Glockenspielplatz und Enge Gasse.

## Geschichte
Wahrscheinlich befand sich 1596 ein Haus im Eigentum des Freiherren Georg Ruprecht von Herberstein am jetzigen Standort. Gesichert ist der Zukauf von vier weiteren Häusern aus der Nachbarschaft im Jahr 1674 durch die Familie Herberstein, die daraufhin das Palais errichten und die bestehende Bausubstanz einbeziehen ließ. 1728 ging das Stadtpalais in den Besitz der Grafen von Schrattenbach über und fand in den Stadtbüchern als „Schrattenbachisches Haus“ Erwähnung. Nach dem Konkurs der Familie Schrattenbach wurde es 1787 von Dismas von Ramschißl erworben.
Nach ihm wechselten die Besitzer häufig, bis es 1840 vom Grafen des Enffans D’Avernas, dem Spross eines alten französischen Adelsgeschlechts, erworben wurde. Nach ihm ist das Palais benannt. Der Graf ließ das Gebäude aufstocken. Im Jahr 1828 wurde das Palais als erstes Bürogebäude für die Wechselseitige Brandschadenversicherungsanstalt adaptiert. Nach dem Umzug in den Reinerhof 1876 wurde das Palais des Enffans d’Avernas neu vermietet.

## Architektur und Gestaltung
Der Spätrenaissancebau entstand im 16. Jahrhundert, der am Ende des 17. Jahrhunderts umgebaut und um 1840 aufgestockt wurde. Er besitzt einen großflächigen viergeschoßigen Baukörper mit mehreren Innenhöfen. Die Fassade stammt aus der Erbauungszeit um 1700. Das aufgesetzte dritte Stockwerk ist deutlich zu erkennen. An der Hausecke Glockenspielplatz und Enge Gasse ragt ein polygonaler Eck-Erker auf den Platz. Nach dem Einbau von diversen Geschäftslokalen im 20. Jahrhundert sind der Eckprellstein und ein Steinrahmen-Fenster in der Abraham-a-Santa Clara-Gasse und die Portalrahmung der Hofeinfahrt erhalten geblieben. Über dem Tor sind zwei Sandstein-Löwen (um 1840) angebracht, die eine heute leere Inschriftentafel flankieren.
Der große Innenhof wird durch ein Treppenhaus mit viergeschoßigen Pfeilerarkaden in zwei Teile unterteilt. Im Obergeschoß befinden sich in der Stiegenanlage drei Öffnungen im Rundbogenstil mit Balustraden. Das Stiegenhaus zählt zu den bedeutendsten Treppenanlagen der Steiermark aus dem 17. Jahrhundert und besitzt wahrscheinlich italienische Vorbilder. 1853 wurde von Carl Aichinger ein Zubau errichtet, der als Pferdestall diente. Die ursprüngliche Ausstattung der Palais-Innenräume ist nicht erhalten geblieben.